# Wstęp do socjologii
Wstęp do socjologii – fundamentalna, socjologiczna praca naukowa autorstwa Floriana Znanieckiego wydana w Poznaniu w 1922. Według Józefa Chałasińskiego publikacja pracy to historyczna data w rozwoju polskiej socjologii w ogóle.
Dzieło wprowadzało innowacyjne idee działania społecznego jako dynamicznego systemu wartości społecznych oraz współczynnika humanistycznego, wyznaczającego epistemologię nauk o kulturze i socjologii jako nauki o kulturze.
Praca powstała po powrocie autora z Chicago i charakteryzowała się świeżym, nowatorskim podejściem, budząc zainteresowanie w świecie naukowym. Była wybitna i oryginalna, odmienna od przeważających w owym czasie koncepcji i konwencji epistemologicznych i metodologicznych, w związku z czym nie odpowiadała wszystkim przedstawicielom lwowsko-warszawskiej szkoły filozoficznej, budząc zastrzeżenia oraz sprzeciwy naukowców uprawiających socjologię w nawiązaniu do zasad pozytywistycznych, np. Herberta Spencera, Gabriela Tarde'a, Ludwika Gumplowicza, czy Emila Durkheima. Recepcja dzieła w takim środowisku budziła więc częściową niechęć i opór. Bolesław Limanowski napisał o książce: dużo gadaniny, niejasny wykład, lubowanie się w cudzoziemskiej frazeologii, abstrakcyjny, niejasny, przez to nudny.
Inną recepcję dzieła przyjęli przedstawiciele młodego pokolenia socjologów polskich. Ludwika Dobrzyńska-Rybicka uznała je za niepospolitą książkę, a Czesław Znamierowski za jedną z nielicznych prac oryginalnych w krajowej socjologii. Jan Stanisław Bystroń stwierdził, że jest dziełem, z którym można się nie zgadzać, mieć rozmaite zastrzeżenia, ale które ma wysoki poziom naukowy.
Ostatecznie, w praktyce, praca dotarła tylko do wąskiego grona entuzjastów rozwoju socjologii i nie została współcześnie zaakceptowana przez polskie nauki humanistyczne.